# Francisco Peixoto de Magalhães Neto
Francisco Peixoto de Magalhães Neto (Salvador, 26 de dezembro de 1897 — Salvador, 31 de março de 1969), foi um médico baiano, professor universitário e político que chegou a ser deputado federal por três legislaturas.

## Biografia
Filho de José Maria Peixoto de Magalhães, imigrante português natural de Medelo, no norte de Portugal e Maria Isabel de Moura Guerra
Francisco formou-se no curso de medicina no ano de 1919 pela Faculdade de Medicina da Bahia, aonde foi tesoureiro, presidente e orador da Beneficência Acadêmica e, depois de se formar, passou a ministrar aulas de psiquiatria. No ano seguinte, tornou-se um dos médicos que faziam parte da Comissão Sanitária Federal para os Serviços contra a Febre Amarela. Foi subinspetor do Serviço de Saneamento Rural, assistente do Professor Clementino Fraga, funcionário do Hospital Osvaldo Cruz quando, então, em 1925, assumiu o cargo de diretor interino do Hospital São joão de Deus além de atuar na Secretaria de Saúde e Assistência Pública da Bahia.
Entrou para a política em 1933 ao ser eleito deputado à Assembléia Nacional Constituinte da Bahia pelo PSD (Partido Social Democrático), no ano seguinte elegeu-se deputado federal até que, em novembro de 1937,  o advento do Estado Novo suprimiu todos os órgãos legislativos do país e pôs fim a carreira política de Francisco.
Nos anos seguintes, dedicou-se ao magistério na Faculdade de Medicina e na Faculdade de Filosofia da Bahia, além de colaborar com matérias para jornais como o Jornal de Notícias e no Diário Popular de Salvador. Publicou trabalhos a respeito de Constituições psicopáticas (tese), Tuberculose e a demência precoce, Considerações sobre a orientação profissional e Os centros de saúde na organização sanitária bahiana.
Foi casado com Helena Celestino de Magalhães, com quem teve Antonio Carlos Magalhães (ACM) e Ângelo Magalhães, ambos políticos. Casou-se uma segunda vez com Elide Mendes da Silva. Uma das principais avenidas de Salvador, a Magalhães Neto, leva o seu nome. É bisavô de ACM Neto.
Morreu em Salvador no dia 31 de março de 1969.